# 리키 헨더슨
리키 헨리 헨더슨(영어: Rickey Henley Henderson, 1958년 12월 25일~2024년 12월 20일)은 전 미국의 메이저 리그 야구 선수이다. 오클랜드 애슬레틱스는 그의 등번호 24번을 영구 결번 시켰다.
1979년부터 2003년까지 애슬레틱스를 시작으로 뉴욕 양키스, 토론토 블루제이스, 샌디에이고 파드리스, 애너하임 에인절스, 뉴욕 메츠, 시애틀 매리너스, 보스턴 레드삭스, 로스앤젤레스 다저스까지 24년 동안 9개의 팀에서 뛰었으며, 빠른 발과 뛰어난 선구안으로 메이저 리그 역대 최고의 1번 타자로 손꼽히고 있다.
2009년 1월 미국 야구 명예의 전당 투표에서 헌액이 확정되었다.

## 어린 시절
일리노이주 시카고에서 태어난 헨더슨은 후에 1976년 캘리포니아주 오클랜드에 있는 오클랜드 기술 고등학교를 졸업하였다. 3년 동안 야구에서 전 오클랜드 애슬레틱스 리그로 임명된 동안 거기서 그는 야구, 농구와 미식축구에서 뛰어났다. 자신의 시니어 해에 헨더슨은 미식축구 필드에서 1,100 야드로 돌진하여 대학들로부터 수십 개의 장학금들을 모았다. 그는 1976년 애슬레틱스에 의하여 4번째 라운드에서 드래프트되었을 때 대신 야구 경력을 위하여 선택하였다.

## 초기 경력
1979년 6월 23일 자신의 첫 프로 경기를 위하여 소집된 외야수는 89개 만의 경기에서 33개를 도루하였다. 아직 이 인상적인 시작은 다가오는 더 큰 성공의 기회였다.
1980년부터 1984년까지 헨더슨은 자신의 놀라운 도루 능력과 함께 야구 팬들을 신나서 떠들게 하였다. 그 5개의 시즌 동안 그는 460개의 도루를 가졌다. 그는 1980년 자신의 2번째 프로 시즌 만에서 100 기본 점수를 명중하여 세 자리 숫자의 도루 총계를 기록하는 데 야구 역사상 첫 선수가 되었다. 1981년 부상들이 그를 방해하였고, 그는 적당한 56개의 도루를 쌓았다.

## 전설적인 도루왕

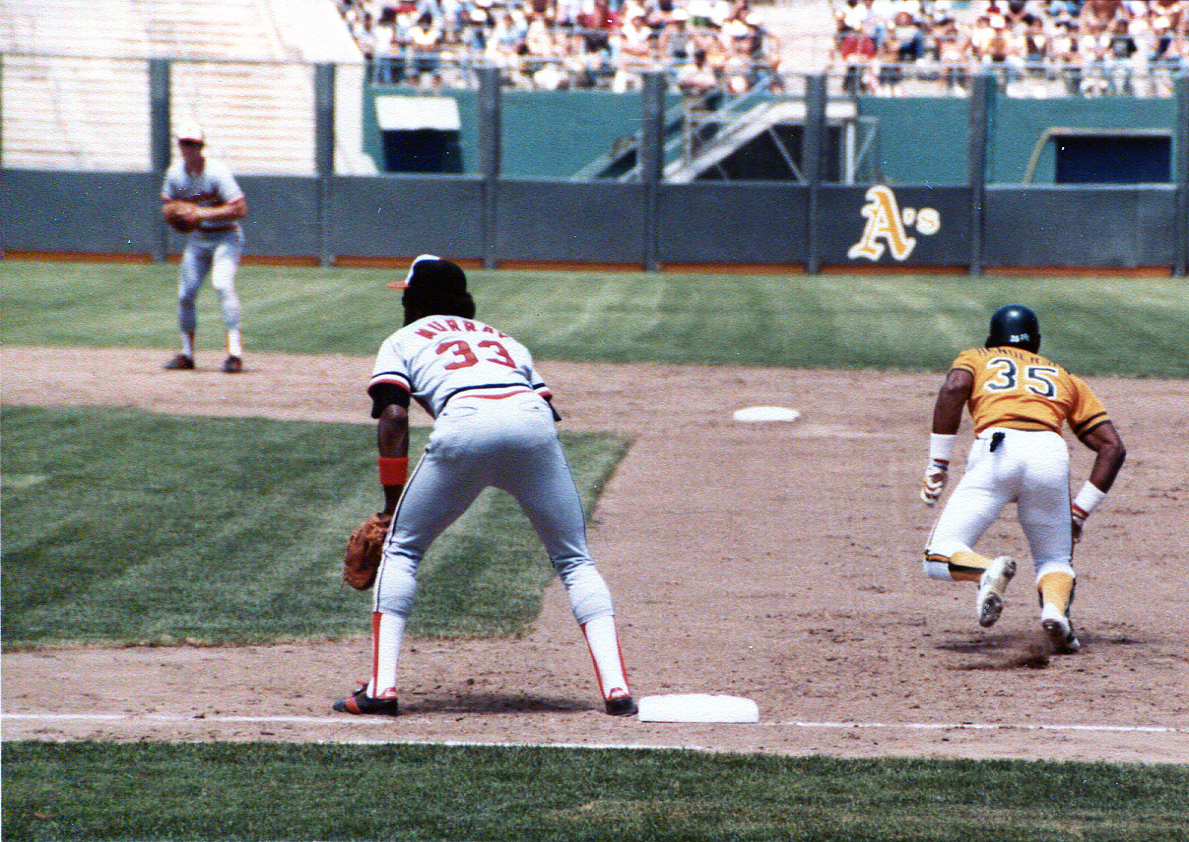
오클랜드 애슬레틱스 선수 시절 2루 도루 중인 헨더슨 (1983년)

1982년 헨더슨은 메이저 리그 베이스볼의 마스터 도둑으로 자신을 전환시켰다. 그는 130개의 도루와 함께 싱글 시즌 기록을 세웠다. 이어진 시즌에 그는 자신의 경력에서 3번째이자 최종적 100개 도루 상승 단계를 깼다. 그는 그 위업을 수행하는 데 단 1명의 아메리칸 리그 선수일 것이다.
헨더슨은 연습이 붐이 일어난 홈런의 매력에 의하여 소리가 지워졌을 때 당시 자신의 기록을 세우는 도루 성취의 기회들이 왔다고 믿었다. 도루에서 세 자리의 숫자를 칠 때 그는 루 브록 같은 본루의 길의 속력 악마들이 느리고 있을 때 당시 그렇게 해냈다. 〈베이스에서 : 도욱의 자백〉 책에서 헨더슨은 자신의 야구 믿음들을 표현하는 데 저자 존 셰이와 함께 팀을 이루었다. 헨더슨은 그 책에 "내가 리그로 들어올 때 루는 은퇴로부터 몇달이었다"라며 "버트 캄파네리스, 바비 본즈와 조 모건은 자신들의 경력을 감추고 있었다. 도루들은 죽어가고 있었고, 난 그것을 인생으로 도로 가져온 남자들 중의 하나였다고 생각하고 싶다. 그 뿐만 아니라 난 도루의 예술을 다른 수준으로 밀고 나가는 데 결심되었다."라고 썼다.
그는 텍사스 레인저스를 상대로 1983년 7월 2개의 연속적 경기들에서 7개의 도루의 아메리칸 리그 기록을 동점 매기면서 그런 수준을 찾아냈다. 그해 8월까지 헨더슨은 이미 400개의 도루를 가졌다. 1984년 헨더슨은 이전 시즌들이 수차가 아니었던 것을 증명하려고 하였다. 그 시즌에 그의 66개 도루는 5연속 해를 위하여 아메리칸 리그를 얹었다. 그는 또한 뉴욕 양키스로 이적되기 전에 113개의 매긴 득점과 함께 아메리칸 리그에서 2위를 하였다.
헨더슨의 구경 선수는 양키스와 함께 적합한지 판단할 때 약간의 문제가 있었다. 1985년 헨더슨은 본루에는 물론 필드에 고정하였다. 자신의 안타가 향상되면서 리그에서 그의 평판이 그렇게 되었다. 그 시즌에 그는 80개의 도루를 가진 동안 당시 경력 사상의 24개의 홈런을 쳤다. 그렇게 하면서 헨더슨은 한 시즌에 20개 혹은 이상의 홈런을 치고 50개의 도루를 가지는 데 첫 아메리칸 리그 선수가 되었다. 추가적으로 그의 매긴 146개의 득점은 1949년 조 디마지오가 150개의 득점을 매긴 이래 양키스 선수에 의하여 가장 많은 것이었다. 5월 10일 캔자스시티 로열스를 상대로 헨더슨은 자신의 500번째 도루를 이루었다. 그의 여름은 그가 6월을 위하여 이번 달의 아메리칸 리그 선수로 임명되었을 때 겨우 나아졌다.

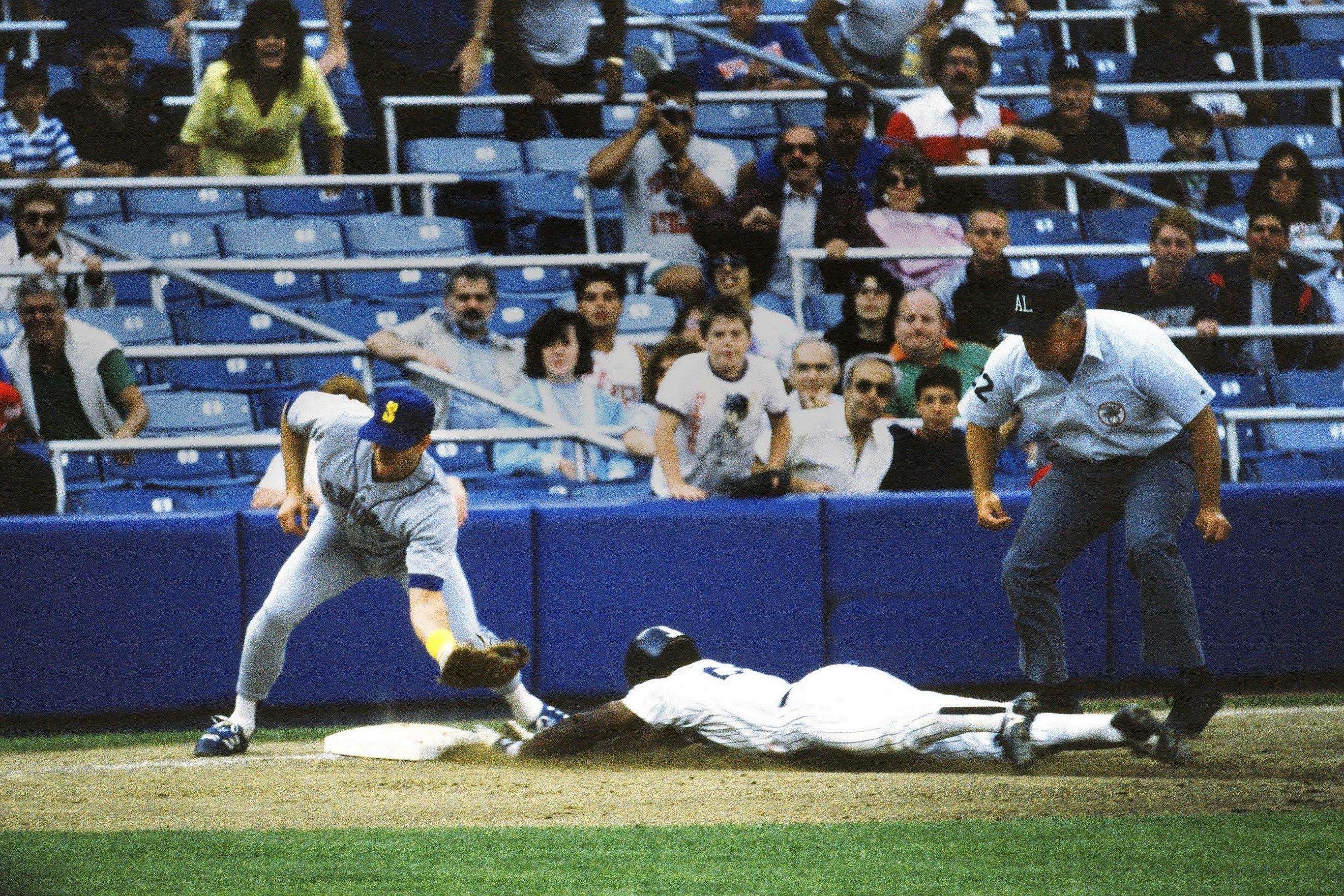
헨더슨이 뉴욕 양키스의 선수로서 도루하는 모습

1986년부터 1990년까지 헨더슨의 통계는 변동하였다. 1987년 수준 이상의 야구 선수들을 위하여 경력 사상일 숫자인 41개의 도루를 그가 가지면서 부상들이 올스타 외야수를 괴롭혔으나 헨더슨을 위해서는 아니었다. 이전 해에 87개의 도루를 가진 후, 41개의 도루는 주요 하락으로 숙고되었다. 하지만 헨더슨은 자신의 500번째 타점(1988년 9월 13일), 자신의 700번째 도루(1987년 9월 29일)과 자신의 1,000번째 경력 득점(1988년 7월 17일) 같은 인상적인 이정표에 도달하였다.
경이로운 메모에 자신의 경력을 시작한 헨더슨은 부상 혹은 생산의 수들과 함께 자신을 염려하지 않았다. 오히려 그는 도루에 전념하였다. "베이스에서" 책에 헨더슨은 도루의 선종을 지적하여 "홈런을 치는 것이 최고력의 타자들을 위한 예술인 것 같이 도루는 예술이다"라며 지속적으로 "그것이 당신이 하고 싶어 하는 것이고, 당신은 실패하는 데 두려워 할 수 없다. 외부로 던져진 것, 그러고나서 내야수들이 공을 축하 중에 던지면서 전부 홀로 더그아웃으로 천천히 돌아가 걸어가는 것보다 최악적인 것이 없다. 당신은 당신 자신에게 '제기랄, 내가 달리고 그들이 나를 꺾었다.'라고 생각하니 아픈 일이나 당신은 거기 밖으로 행진하여 다시 시도하는 데 신경을 가져야 한다."라고 말하였다.

## 애슬레틱스로 복귀
헨더슨의 수들은 지속적으로 빛났다. 1980년대의 최종 4개의 시즌 동안 헨더슨은 298개의 도루를 가지고 439개의 득점을 매겼다. 1989년 그는 자신의 7연속 - 그리고 전체 8번째 올스타 경기로 임명되었다. 그 동년에 그는 양키스로부터 애슬레틱스로 도로 이적되어 포스트시즌에 애슬레틱스가 빛나는 도움을 주고 최후적으로 팀을 플레이오프로 이루어냈다. 거기서 헨더슨은 애슬레틱스를 월드 시리즈로 추진하였다.
이어져 토론토 블루제이스를 꺾은 아메리칸 리그 챔피언십 시리즈에서 헨더슨은 MVP로 임명되었다. 그는 15개의 총루, 8개의 매긴 득점과 5개의 타점과 함께 전부의 타자들을 이끄는 .400 점을 타구하였다. 그의 8개의 도루들은 플레이오프 기록을 세웠다. 전체의 9개의 경기 포스트 시즌을 위하여 헨더슨은 12개의 매긴 득점, 15개의 안타(8개는 장타를 위하여 갔음), 9개의 볼넷, 8개의 타점과 11개의 도루와 함께 .441 점을 쳤다.
1990년대는 지명 타자를 위하여 두 배로 올라간 오른손잡이 외야수를 위한 오른쪽 메모에서 시작되었다. 헨더슨의 구경 선수가 그의 경력의 첫 절반에서 이 성공의 타입을 가질 때 2번째 절반은 전형적으로 선수가 이정표들을 도달하고 오랜 기록들을 깨는 것을 본다. 이런 것은 헨더슨을 위한 경우였다.
1990년 그는 득점(119), 출루율(.439)과 도루(65)에서 리그를 이끌었다. 그는 경력 사상 .324 평균과 함께 타구에서 2위를 하였다. 그리고 그가 아메리칸 리그 MVP 명예를 얻은 동안 그렇게 하는 데 5번째 애슬레틱스 선수가 된 그는 지속적으로 자신의 자격 증명을 구축하였다. 그해 5월 29일 블루제이스를 상대로 자신의 3루를 도루할 때 그는 아메리칸 리그에서 가장 많은 도루들을 위하여 명예의 전당 헌액자 타이 콥을 통과하였다. 2주 후에 헨더슨은 자신의 900번째 도루를 이루었다.
또한 1990년 헨더슨은 애슬레틱스를 그 2연속 월드 시리즈로 이끌었다. 33개의 경기에서 그는 첫 이닝에 득점을 매겼다. 2개의 경우들에 그는 야구에서 드물게 완료된 위업으로 일상적으로 내야수에게 희생 플라이에 3루로부터 매겼다. 신시내티 레즈에게 4개의 경기에서 패함에 불구하고 헨더슨은 .333의 평균과 함께 자신의 팀을 이끌었다.

## 루 브록의 기록을 깨며
1991년 헨더슨은 사상 도루 기록을 위하여 자신의 선도자들의 하나인 루 브록을 능가하였다. 5월 양키스를 상대로 경기가 열린 동안 헨더슨은 자신의 939번째 도루를 만들어 브록의 기록을 깼다. 자신이 몇 백 개 더 많은 도루에 갈 때 헨더슨은 "베이스에서" 책에 브록에 경기의 위대함으로부터 배움은 자신의 경력에서 일찍이 자신의 신임을 도왔다고 썼다. -"내가 많은 사람들로부터 많은 것들을 찾아냈어도 아마 가장 중요한 것은 루 브록으로부터 왔다."며 "루는 나에게 영감을 주었다. 난 메이저 리그에서 많이 뛰었다. 그러나 내가 그의 경력 기록을 깰 사람이라고 선언했을 때 보스턴에서 당시 루 브록과 이야기가 있던 때까지 내가 얼마나 잘 할 수 있는지 몰랐다."라고 설명하였다.
1990년대의 나머지는 헨더슨을 팀에서 팀으로 수신을 거부 당하게 하여 잔소리 부상의 일련과 성과 저하를 경험하였다. 1991년과 2001년 사이에 그는 6번이나 이적 혹은 재계약되었다. 그것들 중에 그는 2번이나 애슬레틱스 유니폼에서 도로 자신을 찾았다. 그는 또한 블루제이스, 샌디에이고 파드리스, 애너하임 에인절스, 뉴욕 메츠, 시애틀 매리너스, 보스턴 레드삭스와 로스앤젤레스 다저스와 함께 병역들을 가졌다.
오클랜드에서 1993년 시즌을 통한 절반에 애슬레틱스는 헨더슨을 블루제이스로 이적시켰다. 거래 전에 그는 .327 점을 치고 있었고, 31개의 도루를 가지고, 77개의 득점을 매겼으며 17개의 홈런을 추가하였다. 첫 이닝에서 점수판에 득점을 놓는 그의 능력은 여태까지 모험적 초기의 지도로 자신의 팀을 떠나 7월 5일 놀라운 높이를 쳤다. 클리블랜드 인디언스를 상대로 헨더슨은 홈런과 함께 더블 헤더의 각 경기를 끌고 가는 데 경기 역사상 2번째 만의 선수가 되었다.
이적은 그의 보폭을 약간 방해하였다. 블루제이스를 위한 44개의 경기에서 헨더슨은 22개의 도루를 가지고, 37개의 득점을 매기며 35개의 안타를 추가하였다. 월드 시리즈에서 필라델피아 필리스를 상대로 헨더슨은 5개의 볼넷, 6개의 득점과 하나의 도루와 함께 .227 점을 타구하였다. 동료 선수 조 카터의 역사적 홈런에 블루제이스가 월드 시리즈를 우승할 때 헨더슨은 2루에 있었으며 동점을 매긴 득점을 대표하였다.
헨더슨은 1994년과 1995년 시즌을 위하여 애슬레틱스로 돌아왔다. 부상들이 외야수를 괴롭히며 2개의 시즌 기간에 197개 만의 경기를 활약하였다. 파드리스가 1996년 그를 얻어 회장 변경이 그냥 그가 필요했던 것을 나타냈다. 파드리스를 위하여 그는 37개의 도루를 가졌다. 그 총계는 그가 최소한 30개의 도루를 이루어낸 17번째 연속적 시즌이 되었다.
이어진 해에 그는 겨우 미드시즌 후에 에인절스로 이적되었다. 2개의 팀들 사이에 헨더슨은 전형적 유행에서 끝내려 하여 100개의 득점을 매기고 41개의 도루를 이루었다. 메이저 리그에서 18개의 시즌과 함께 헨더슨의 도루 총계는 더 이상 정확히 세 자리 숫자가 아니었다. 마지막으로 그가 도루한 60개 이상은 1990년에 있었다. 나이가 들면서 그의 도루는 헨더슨의 표준에 의하여 점점 적어지게 되었으나 아직도 한해와 한해 리그의 최고 해 중에 있다.

## 애슬레틱스로 다시 복귀

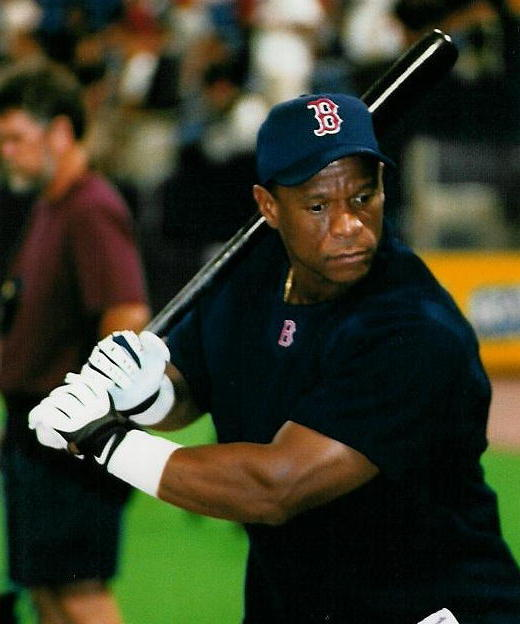
보스턴 레드삭스와 함께(2002년)

1998년 헨더슨은 3번째로 애슬레틱스로 복귀하였다. 전형적으로 그는 101개의 득점을 매기고 66개의 도루를 이루었다. 그는 경기(1,552), 타수(5,598), 득점(1,169), 안타(1,640), 2루타(273), 3루타(40), 볼넷(1,109)을 포함한 거의 모든 팀의 기록과 함께 자신의 오클랜드 애슬레틱스 경력을 끝냈고, 당연히 그의 801개 도루는 10년 간의 세월들을 위하여 보유될 수 있던 팀의 기록이다. 1999년 그는 뉴욕 메츠의 선수가 되었다. 메츠는 결국적으로 헨더슨을 매리너스로 이적시켰으며, 그는 매리너스와 92개의 경기에서 31개의 도루를 이루었다. 그가 58개의 득점을 매기고 77개의 안타를 가지면서 풍경의 변화가 좋은 일을 했음에 틀림 없다.

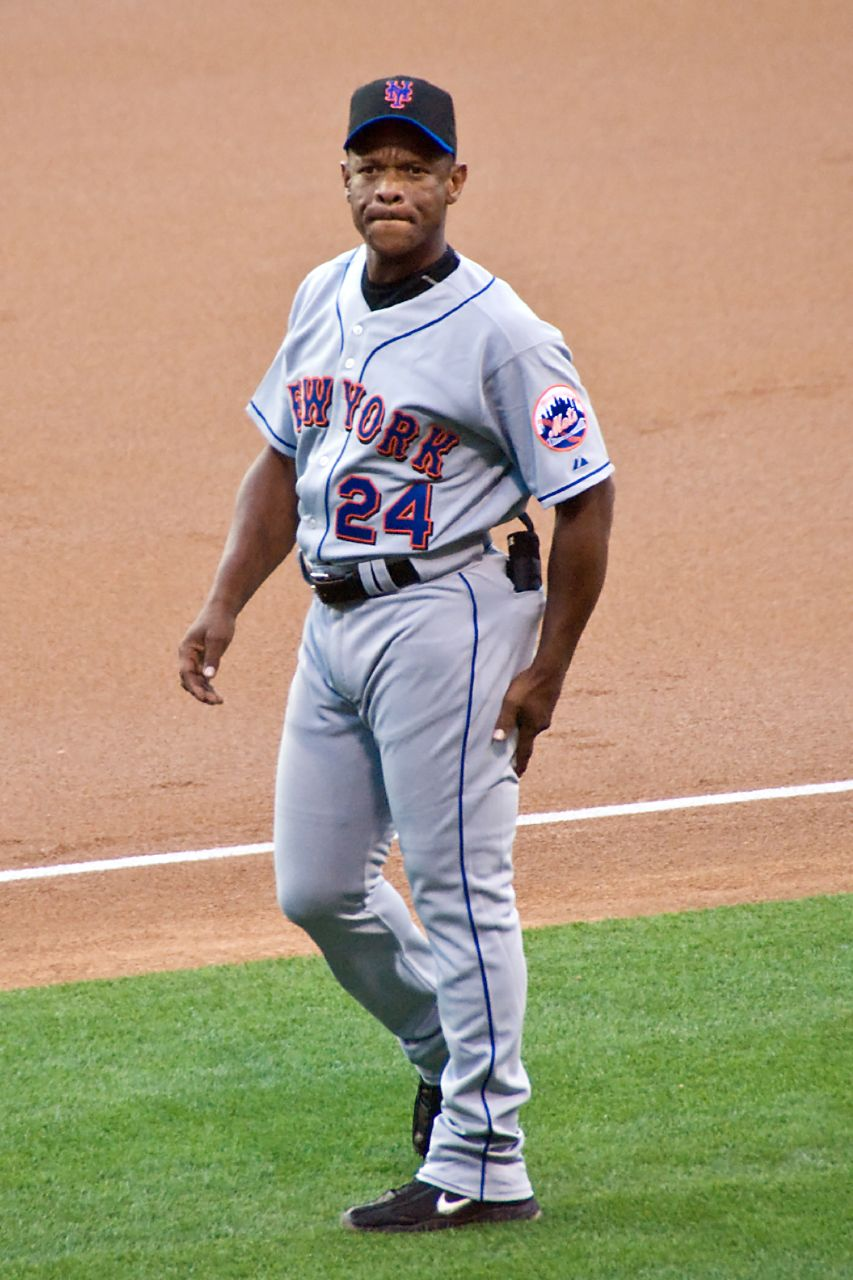
뉴욕 메츠 1루 코치 시절의 헨더슨(2007년)

그가 파산한 팀과 계속 귀국한 팀은 그를 애슬레틱스의 올센추리 팀으로 임명하였다. 콘트라 코스타 타임스에 발간된 기사에서 가족 일원과 몇몇의 전 동료 선수들이 팀의 가장 존경받는 일원들 중의 하나에게 경의를 표하였다. 기사를 위하여 인터뷰가 된 자들 중에 있었던 전 동료 선수 데이브 스튜어트(1989년~92년, 그리고 1995년의 애슬레틱스 선수)는 애슬레틱스와 함께 헨더슨의 유산을 요약하였다. - "리키가 할 수 있던 많은 방향 만큼 몇명의 사람들이 당신을 꺾을 수 있던 이 조직의 역사에 있는 의문점이 없다."며 지속적으로 "그가 경기를 지배하는 것을 앉아 지켜볼 수 있던 것보다 더욱 나은 것이 없다."라고 말하였다.
2001년까지 헨더슨은 자신의 경력을 통하여 통계를 올렸다. 자신의 17년 경력 동안 헨더슨의 해마다의 평균들은 78개의 도루, 117개의 볼넷, 124개의 매긴 득점, 165개의 안타, 60개의 타점과 16개의 홈런과 함께 몹시 놀라웠다. 이런 통계들은 스포팅 뉴스의 기자 존 헤이먼이 헨더슨에게 "클리트에서 천재"로 쓰는 데 이끌었다. 헨더슨의 인상적인 기록은 또한 가능한 명예의 전당 헌액에 관하여 거의 추측을 일으켰다. 헤이먼스와 다른이들의 전망에 그 일은 헨더슨이 이 최후적 인정을 받기 전에 시간의 문제일 뿐이었다.
2002년 그는 레드삭스로 이적되었다. 이듬해 다저스로 이적되어 9월 19일 팀과 마지막 경기 후에 그는 선수 생활로부터 은퇴하였다.

## 명예의 전당 헌액
2009년 헨더슨은 득표율 94.81%로 미국 야구 명예의 전당에 헌액되었다.

## 기록

### 통산 기록
- 통산 도루: 1,406개(1위)
- 통산 득점: 2,295득점(1위)
- 통산 볼넷: 2,190개(2위)
- 통산 홈런: 297개(482위)
- 통산 안타: 3,055안타(22위)
- 통산 출장: 5,081경기
- 통산 타율: 0.279(10961-3055)

### 수상 기록
- 올스타 선정: 1회 - 1982(AL)
- 최다안타왕: 1회 - 1982(240개)
- MVP: 1회 - 1982(오클랜드 시절), 타/출/장:.301/.339/.492, OPS+:120, 11홈런/130도루